# 2014년 동계 올림픽 캐나다 선수단
2014년 동계 올림픽 캐나다의 올림픽 선수단은 러시아 소치에서 개최된 2014년 동계 올림픽에 참가한 올림픽 캐나다 선수단이다.

## 메달 집계

### 종목별 메달 수
| 종목           | 1  | 2  | 3 | 합계 |
| 프리스타일스키 | 4  | 4  | 1 | 9    |
| 컬링           | 2  | 0  | 0 | 2    |
| 쇼트트랙       | 1  | 1  | 1 | 3    |
| 봅슬레이       | 1  | 0  | 0 | 1    |
| 아이스하키     | 2  | 0  | 0 | 2    |
| 피겨스케이팅   | 0  | 3  | 0 | 3    |
| 스노보드       | 0  | 1  | 1 | 2    |
| 스피드스케이팅 | 0  | 1  | 1 | 2    |
| 알파인스키     | 0  | 0  | 1 | 1    |
| 합계           | 10 | 10 | 5 | 25   |

### 메달리스트
| 메건 아고스타마르시아노 |  | 레베카 존스턴     |  | 로리안느 루조     |  |
| 질런 앱스               |  | 샤를린느 라봉테   |  | 내털리 스푸너     |  |
| 멜로디 다우             |  | 쥬느비에브 라카스 |  | 샤넌 자바도스     |  |
| 로라 포르티노           |  | 조셀린 라로크     |  | 젠 웨이크필드     |  |
| 제이나 헤포드           |  | 메건 미켈슨리드   |  | 캐서린 워드       |  |
| 헤일리 어윈             |  | 케롤린 울레트     |  | 테라 와촌         |  |
| 브리안느 제너           |  | 마리필 풀랭       |  | 헤일리 위켄하이저 |  |

| 로베르토 루온고 |  | 패트릭 말루     |  | 코리 페리             |  | 릭 내쉬         |
| 덩컨 키스       |  | 크리스 쿠니츠   |  | 마르탱 생 루이스      |  | P. K. 수반      |
| 댄 함후이스     |  | 라이언 겟즐라프 |  | 알렉스 피에트래겔로   |  | 제프 카터       |
| 쉐아 위버       |  | 조나단 테이스   |  | 케리 프라이스         |  | 시드니 크로스비 |
| 드루 다우티     |  | 제이 바우메스터 |  | 파트리스 바르예론     |  |                 |
| 멧 뒤센         |  | 존 타바레스     |  | 마이크 스미스         |  |                 |
| 패트릭 샤프     |  | 제이미 벤       |  | 마크에두아르 블라시치 |  |                 |

## 종목별 성적

### 루지
| 선수                        | 세부 종목 | 1차 시기 | 1차 시기 | 2차 시기 | 2차 시기 | 3차 시기 | 3차 시기 | 4차 시기 | 4차 시기 | 합계     | 합계 |
| 선수                        | 세부 종목 | 기록     | 순위     | 기록     | 순위     | 기록     | 순위     | 기록     | 순위     | 기록     | 순위 |
| Samuel Edney                | Singles   | 52.783   | 14       | 52.546   | 6        | 52.268   | 11       | 52.180   | 9        | 3:29.777 | 11   |
| John Fennell                | Singles   | 53.350   | 27       | 53.561   | 30       | 52.879   | 27       | 52.926   | 29       | 3:32.716 | 27   |
| Mitchel Malyk               | Singles   | 53.367   | 28       | 53.401   | 29       | 52.756   | =24      | 52.633   | 24       | 3:32.157 | 26   |
| Tristan Walker Justin Snith | Doubles   | 49.857   | 4        | 49.983   | 6        | 빈칸     | 빈칸     | 빈칸     | 빈칸     | 1:39.840 | 4    |

### 바이애슬론
남자
여자
| 선수 | 세부 종목 | 기록 | 사격 실수 | 순위 |

### 봅슬레이
| 선수 | 세부 종목 | 1차 시기 | 1차 시기 | 2차 시기 | 2차 시기 | 3차 시기 | 3차 시기 | 4차 시기 | 4차 시기 | 합계 | 합계 |
| 선수 | 세부 종목 | 기록     | 순위     | 기록     | 순위     | 기록     | 순위     | 기록     | 순위     | 기록 | 순위 |

### 스켈레톤
| 선수 | 세부 종목 | 1차 시기 | 1차 시기 | 2차 시기 | 2차 시기 | 3차 시기 | 3차 시기 | 4차 시기 | 4차 시기 | 합계 | 합계 |
| 선수 | 세부 종목 | 기록     | 순위     | 기록     | 순위     | 기록     | 순위     | 기록     | 순위     | 기록 | 순위 |

### 스피드 스케이팅
남자
| 선수 | 세부 종목 | 1차 시기 | 1차 시기 | 2차 시기 | 2차 시기 | 결선 | 결선 |
| 선수 | 세부 종목 | 기록     | 순위     | 기록     | 순위     | 기록 | 순위 |

### 아이스하키
여자
여자팀은 2002년 솔트레이크, 2006년 토리노, 2010년 밴쿠버 대회에 이어 4회 연속 금메달을 차지했다.

### 알파인 스키
| 선수 | 세부 종목 | 1차 시기 | 1차 시기 | 2차 시기 | 2차 시기 | 합계 | 합계      |
| 선수 | 세부 종목 | 기록     | 순위     | 기록     | 순위     | 기록 | 최종 순위 |